# كايتانا غولن كويرفو
كايتانا غولن كويرفو (بالإسبانية: Cayetana Guillén Cuervo)‏ هي ممثلة وصحافية ومذيعة تلفزيونية إسبانية، ولدت يوم 13 يونيو 1969 في مدريد في إسبانيا.

## روابط خارجية
- كايتانا غولن كويرفو على موقع IMDb (الإنجليزية)
- كايتانا غولن كويرفو على موقع ألو سيني (الفرنسية)
- كايتانا غولن كويرفو على موقع أول موفي (الإنجليزية)
- كايتانا غولن كويرفو على موقع أول موفي (الإنجليزية)
- كايتانا غولن كويرفو على موقع قاعدة بيانات الفيلم (الإنجليزية)
- كايتانا غولن كويرفو على موقع كينوبويسك (الروسية)